# 地震家族
地震家族（じしんかぞく）は、株式会社サクラゲートが運営する多人数同時参加型のメールサバイバルゲーム（MMO MSG）。広告収入で運営されるため、懸賞付きながらユーザーは無料でプレイできる。

## 概要
携帯電話に災害メールが送られてきたら、アクセスしてゲーム開始。制限時間内にゲームをクリアすると生き残ることができ、一定期間生き残れると生存者で賞金を山分けできる。
ゲームに登場するキャラクターはファミコン時代のドット絵を思わせる懐かしいテイスト。おじいちゃん、おばあちゃん、ぼうや、おかあさんなど7人がメインキャラクターで、ボタンを連打してキャラクターをたたき起こして脱出をさせる。その他にも、ウェブサイト上で地震に関連するニュースを提供する「よちずみ」なる、石原良純風なキャラクターも登場。もし失敗してもレスキュー隊に見つけてもらえれば、サバイバルゲームに復帰することが可能である。
タイトル画面やパソコン向けウェブサイトで表示されるイラストは金子ナンペイ作。
おじいちゃんはイメージキャラクターとして、ミクシィやアメーバでブログを公開し人気を集めている避難じいさんが務めている。
当初ゲームメールは毎日送られてきて、1週間毎にポイントが加算されていたが、その後、ポイント加算が月１回ペースとなり、2009年12月以降はゲームメールの配信はされていない。

## ポイント
獲得したポイントが5,000pt貯まると、現金5,000円に交換できる。いつでも遊べる避難訓練ゲームでポイントを貯めることもできる。

## 対応機種
- NTTドコモ - FOMA対応機種。
- au - パケット定額制対応のWIN機種。
- ソフトバンクモバイル - Flash対応の3G機種。

一部非対応機種あり。